# 過海隧道巴士305線
過海隧道巴士305線是香港一條已停駛的過海隧道巴士路線，由美田單向前往上環，由九巴及新巴聯合經營，提供美田邨、美松苑、美林邨、大圍、顯徑邨及田心往港島灣仔及中區的早晨巴士服務。此線已於2015年改道尖山隧道及西區海底隧道，並改稱過海隧道巴士985線，此路線被取消。

## 歷史
- 1991年9月30日：本線投入服務，由九巴及中巴合營，來往美林及上環。
- 1997年2月17日：繞經美松苑。
- 1998年9月1日：中巴專營權結束，改由新巴繼續合營，並與680線成為新巴首兩條服務沙田區的日間常規專利巴士路線，以及與該線和691線（已取消）及948線成為新巴首四條服務新界區的日間常規專利巴士路線。
- 2002年4月22日：本線改經窩打老道天橋及在窩打老道不設分站。
- 2006年6月5日：為配合美田邨落成，改為繞經美田邨公共運輸交匯處。[1]
- 2013年8月26日：起點站遷往美田，但維持繞經美林巴士總站[2][3][4]。
- 2015年8月22日：路線永久停駛，由985線取代。

## 服務時間及班次
美田開：
- 星期一至六：07:20、07:30、07:40、07:48

星期日及公眾假期不設服務

## 收費
全程：$16
- 過獅子山隧道後往上環：$9.8
- 過紅磡海底隧道後往上環：$5.7

| - 本線設有12歲以下小童及65歲或以上長者半價優惠。 - 65歲或以上香港居民使用「樂悠咭」，以及12歲以下合資格殘疾兒童使用「殘疾人士身份」個人八達通繳付車資，均可享有每程$2.0或半價（以較低者為準）的票價優惠；12至64歲合資格殘疾人士使用「殘疾人士身份」個人八達通（包括「樂悠咭」），以及60至64歲香港居民使用「樂悠咭」繳付車資，均可享有每程$2.0或全費（以較低者為準）的票價優惠。 - 65歲或以上長者如使用長者或一般個人八達通繳付車資，則只可享有半價優惠；12至64歲合資格殘疾人士如不使用「殘疾人士身份」個人八達通，以及60至64歲人士如不使用「樂悠咭」繳付車資，必須繳付全費。 - 乘客可以現金或八達通於上車時付款，不設找續。 - 每位成人乘客可免費攜帶最多兩名4歲以下而不佔座位的兒童乘客乘車，超額之4歲以下小童必須繳付小童車費乘車。 - 持有「九巴月票」之乘客在車票有效期內，每日可享最多10程任何九龍巴士及龍運巴士路線（包括本路線，合資格車程只適用於九龍巴士／龍運巴士提供的班次；惟乘搭機場「A」及「NA」線則可享原價二七折優惠（不會計算每天10次合資格車程））；而B1線則可每日可享最多2程（不會計算每天10次合資格車程）。 - 九龍巴士、城巴、龍運巴士及陽光巴士全職員工及家屬（不包括外判職員）可免費乘搭本路線（陽光巴士員工及家屬只適用於九龍巴士提供的班次），惟必須拍職員或職員家屬八達通。 - 乘客亦可使用AlipayHK「易乘碼」、支付寶、WeChatHK／微信支付「搭車碼」、銀聯雲閃付「乘車碼」及BOC Pay「乘車碼」、具有感應式支付功能的JCB、卡美國運通、大來國際、Discover Card（只適用於九龍巴士／龍運巴士提供的班次）、VISA、Mastercard及銀聯卡，以及Apple Pay、Google Pay及Samsung Pay流動支付平台繳付車資。九巴班次的乘客使用上述付款方式，將只可享有與其他九巴路線／聯營路線九巴班次之轉乘優惠；城巴班次的乘客使用上述付款方式，將只可享有與其他城巴獨營路線或聯營線城巴班次之轉乘優惠。乘客亦不能享有「公共交通費用補貼計劃」及「長者及合資格殘疾人士公共交通票價優惠計劃」。 |

## 行車路線
經：美田邨通道、香粉寮街、美田路、美松苑迴旋處、美田路、美林邨通道、美林巴士總站、美林邨通道、美田路、車公廟路、顯徑街、富健街、田心街、紅梅谷路、獅子山隧道公路、獅子山隧道、窩打老道、公主道天橋、公主道、康莊道、紅磡海底隧道、告士打道、夏愨道、紅棉路、金鐘道及德輔道中。

### 沿線車站
| 美田開                           | 美田開       | 美田開               |
| 序號                             | 車站名稱     | 位置                 |
| -------------------------------- | ------------ | -------------------- |
| 1                                | 美田邨       | 美田邨公共運輸交匯處 |
| 2                                | 美松苑       | 美田路               |
| 3                                | 美林邨美槐樓 | 美田路               |
| 4                                | 美城苑       | 美田路               |
| 5                                | 美林邨       | 美林巴士總站         |
| 6                                | 大圍街市     | 美田路               |
| 7                                | 田心村       | 車公廟路             |
| 8                                | 雲叠花園     | 車公廟路             |
| 9                                | 顯徑邨顯揚樓 | 車公廟路             |
| 10                               | 顯徑商場     | 車公廟路             |
| 11                               | 顯徑邨顯慶樓 | 顯徑街               |
| 12                               | 顯徑邨顯沛樓 | 顯徑街               |
| 13                               | 隆亨邨       | 田心街               |
| 14                               | 世界花園     | 紅梅谷路             |
| 獅子山隧道、窩打老道、公主道天橋 |              |                      |
| 15                               | 愛民邨       | 公主道               |
| 康莊道、紅磡海底隧道             |              |                      |
| 16                               | 伊利莎伯大廈 | 告士打道             |
| 17                               | 舊灣仔警署   | 告士打道             |
| 18                               | 分域街       | 告士打道             |
| 19                               | 海富中心     | 夏慤道               |
| 20                               | 匯豐總行大廈 | 德輔道中             |
| 21                               | 利源東街     | 德輔道中             |
| 22                               | 永吉街       | 德輔道中             |

## 路線轉型
自從305線服務了22年來都是沿線途經的獅子山隧道、窩打老道、公主道及紅磡海底隧道，可是在早上繁忙時間經常塞車，導致乘客行車時間受到延誤。最終運輸署於2015年1月中提出此線改經青沙公路、連翔道及西區海底隧道，由美田邨美致樓開往灣仔（軒尼詩道）消防局作為終站，並改稱985，建議終於同年8月實施。